# Fusafungina
La fusafungina è un principio attivo cicloesadepsipeptidico prodotto dal fungo Fusarium lateritium.
È stato usato come antinfiammatorio e antibiotico locale per il trattamento delle infezioni della cavità orale e della cavità nasale; è particolarmente attivo su Streptococcus A, Streptococcus pneumoniae, Streptococcus pyogenes, Staphylococcus, Mycoplasma pneumoniae, Candida albicans e Moraxella catarrhalis.
Le proprietà antinfiammatorie della fusafungina sono state attribuite ad una diminuzione della produzione di radicali liberi da parte dei macrofagi e all'inibizione della secrezione di interleuchine infiammatorie e del fattore di necrosi tumorale (TNF).

## Immissione e ritiro dal mercato
La fusafungina è stata immessa nel mercato nel 1963 e si trovava in commercio con i marchi Locabiotal (in Italia, Belgio e Svizzera), Bioparox, e Locabiosol (in Germania).
A partire dal 30 settembre 2005 la fusafungina è stata ritirata dal mercato francese (assieme a bacitracina, gramicidina e tirotricina) dall'AFSSAPS (Agence française de sécurité sanitaire des produits de santé), in quanto non sono state rilevate evidenze sulla sua reale efficacia terapeutica ed, anzi, è stato valutato il rischio che tale principio attivo contribuisca alla selezione di microrganismi antibiotico-resistenti.
A partire dal 1º aprile 2016 tale farmaco è stato ritirato anche dal mercato italiano.